# Morocco Tennis Tour - Meknes 2009
Il Morocco Tennis Tour - Meknes 2009 è stato un torneo professionistico di tennis maschile giocato sulla terra rossa, che faceva parte dell'ATP Challenger Tour 2009. Si è giocato a Meknès in Marocco dal 23 al 29 febbraio 2010.

## Partecipanti

### Teste di serie
| Nazionalità | Giocatore               | Ranking* | Testa di serie |
| ----------- | ----------------------- | -------- | -------------- |
| Rep. Ceca   | Jiří Vaněk              | 116      | 1              |
| Romania     | Victor Crivoi           | 127      | 2              |
| Portogallo  | Rui Machado             | 147      | 3              |
| Spagna      | Pere Riba               | 152      | 4              |
| Australia   | Peter Luczak            | 166      | 5              |
| Algeria     | Lamine Ouahab           | 169      | 6              |
| Spagna      | Daniel Muñoz de la Nava | 182      | 7              |
| Francia     | Éric Prodon             | 191      | 8              |

- Ranking al 16 febbraio 2009.

### Altri partecipanti
Giocatori che hanno ricevuto una wild card:
- Rabie Chaki
- Reda El Amrani
- Anas Fattar
- Yassine Idmbarek

Giocatori passati dalle qualificazioni:
- Sergio Gutierrez-Ferrol
- Leandro Migani
- Lamine Ouahab
- Albert Ramos Viñolas

## Campioni

### Singolare
Rui Machado ha battuto in finale  David Marrero con il punteggio di 6–2, 6(6)–7, 6–3

### Doppio
Marc López /  Lamine Ouahab hanno battuto in finale  Alessio Di Mauro /  Giancarlo Petrazzuolo con il punteggio di 6–3, 7–5